# Angelo De Carlo
Angelo De Carlo (Hoboken, 2 settembre 1902 – Mountainside, 20 ottobre 1973) è stato un mafioso statunitense, mafioso,  "capodecina" della famiglia Genovese di New York, della quale curò gli interessi nel New Jersey, in particolare per il settore dei prestiti ad usura, durante gli anni cinquanta e sessanta.
De Carlo fu fatto oggetto di un'inchiesta federale, durata circa due anni, che servì a smascherare i rapporti di corruzione tra la mafia e i funzionari pubblici e politici dello stato del New Jersey. In questa inchiesta furono anche accertati i rapporti tra Frank Sinatra e Cosa Nostra.

## Primi anni
Angelo De Carlo nacque a Hoboken (New Jersey) da genitori emigrati un paio di anni prima dalla Sicilia. Iniziò la propria carriera criminale durante il proibizionismo come contrabbandiere e come killer durante la guerra castellammarese.
Dall'inizio degli anni venti aveva subito numerosi arresti (rapina, contrabbando di alcol, contraffazione, evasione fiscale e possesso di arma da fuoco illegale). Alla metà degli anni '20 era divenuto "uomo d'onore" della Famiglia Masseria , nel gruppo guidato da Willie Moretti ed entrò in società con altri importanti membri della famiglia (Settimo Accardi, Joe Adonis, Jerry Catena e l'ebreo Abner Zwillman), curando gli interessi commerciali della famiglia nel New Jersey.
Si sposò con una donna di nome Frances Ryan,  ed ebbe due figli. Possedeva un ristorante a Newark, New Jersey, che gli servì da base per le sue operazioni criminali.
All'inizio degli anni cinquanta divenne capodecina, occupandosi soprattutto di prestiti ad usura e di gioco d'azzardo. Alla fine degli anni cinquanta fece eliminare sistematicamente tutti i suoi potenziali rivali, accrescendo ancora di più il suo potere.

## Indagini e arresto
Tra il 1961 ed il 1963, gli agenti federali indagarono sulle attività criminali di De Carlo: dalle intercettazioni telefoniche tra il capodecina ed i suoi affiliati, vennero scoperti la corruzione presente nelle istituzioni pubbliche del New Jersey e i legami tra la mafia e polizia, imprenditoria e politica. Tra gli uomini politici coinvolti furono il senatore del congresso Peter Rodino, il sindaco di Newark Hugh Joseph Addonizio ed il politico John Kenny, la cui carriera politica si concluse dopo le pubblicazioni delle intercettazioni sui giornali ed i conseguenti arresti. Le intercettazioni rivelarono inoltre i legami di Frank Sinatra con De Carlo e furono scoperti gli omicidi progettati e discussi dalla cosca.
Nel 1970 De Carlo viene arrestato e condannato a 12 anni di prigione. Tuttavia dopo un anno e mezzo di prigione, il presidente Richard Nixon lo graziò, a causa delle sue cattive condizioni di salute, secondo le affermazioni dello stesso De Carlo. La richiesta di scarcerazione fu approvata dal procuratore generale Richard Kleindienst, che presentò la richiesta alla Casa Bianca a John Dean, che a sua volta la consegnò a Nixon. Si dice che Nixon fosse stato influenzato a concedere il perdono dal suo vice presidente Spiro Agnew, amico personale di De Carlo e Sinatra. Questa grazia fu oggetto di un'indagine da parte del senatore Archibald Cox, durante la commissione del Watergate.
Uscito di prigione nel dicembre del 1972, morì il 20 ottobre 1973, nella sua casa a Mountainside nel New Jersey.